# Alma River (Collingwood River)
Der Alma River ist ein Fluss im Südwesten des australischen Bundesstaates Tasmanien. 

## Geografie
Der Fluss entspringt am Nordende der Cheyne Range in der Südostecke des Cradle-Mountain-Lake-St.-Clair-Nationalparks. Von dort fließt er nach Südwesten bis zum Lyell Highway, wo er in den Collingwood River mündet.